# 대한약사회
대한약사회(大韓藥師會, Korea Pharmaceutical Association)는 약사들의 권익 보호를 위해 활동하는 사단법인이다.

## 설립 근거
- 약사법 제11조[1]

## 기능과 활동
대한약사회는 의약품 판매와 유통, 의약분업, 약사들의 권익을 위한 사회・정치적 발언 등 약사들의 권리에 대한 제반문제를 다룬다. 대한약사회는 정치적으로도 대한민국에서 가장 강력한 이익집단 중 하나이다. 예를 들어 의약품의 약국외 판매를 허용하는 법안에 반대하도록 정치권에 영향력을 행사하곤 해왔으며, 이권을 둘러싸고 의료계와도 종종 극심한 마찰을 빚는다.

## 연혁
- 1928년 2월: 고려약제사회 창립
- 1945년 10월: 조선약제사회 창립
- 1949년 4월: 대한약제사회로 개칭
- 1954년 11월: 대한약사회 창립총회

## 조직
- 대의원총회
- 감사

### 대한약사회장
- 정책기획단
- 지부장회
- 자문위원회
- 회장단회

#### 이사회

##### 상임이사회
- 약사윤리위원회
- 총무위원회
- 법제위원회
- 정책위원회
- 정보통신위원회
- 보험위원회
- 공직약사위원회
- 학술위원회
- 약국위원회
- 약사지도위원회
- 홍보위원회
- 병원약사위원회
- 제약유통위원회
- 여약사위원회
- 한약정책위원회
- 보건환경위원회
- 국제위원회
- 대외협력위원회
- 근무약사위원회
- 청년약사위원회
- 의료기기활성화특별위원회
- 건강기능식품특별위원회
- 동물약품특별위원회
- 기능성화장품특별위원회
- 약사교육특별위원회

###### 사무처
- 총무국
  - 총무팀
  - 재무팀
  - 대외협력팀
- 약무학술국
  - 약무팀
  - 교육학술팀
- 기획국
  - 보험팀
  - 정책팀
  - 홍보팀